# Bromangymnasiet

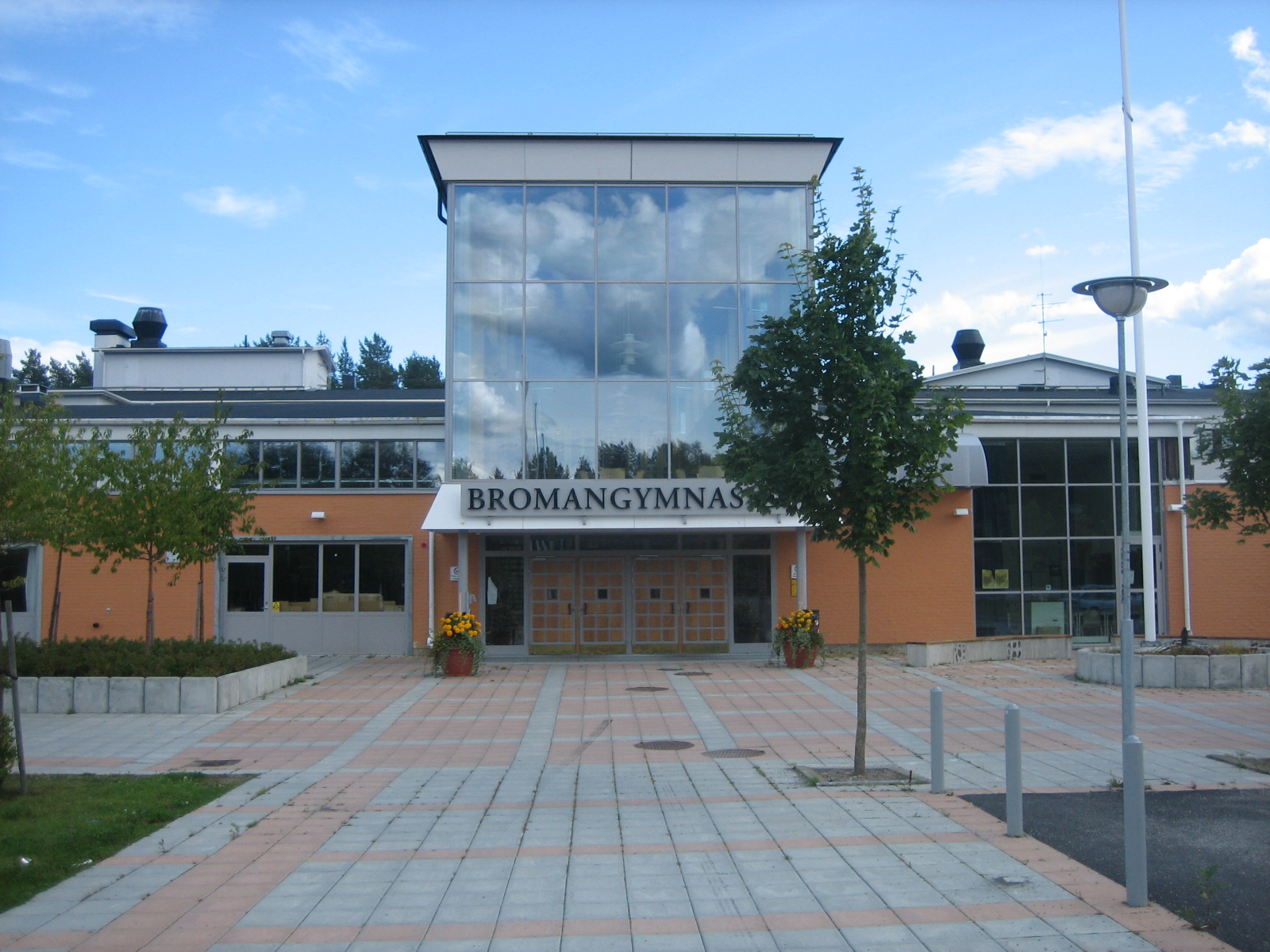
Stora entrén till Broman

Bromangymnasiet i Hudiksvall är en av Sveriges största sammanhållna gymnasieskolor med sina cirka 1500 elever och cirka 200 lärare. Skolan är uppkallad efter Olof Broman.

## Skolans program
- Bygg- och anläggningsprogrammet
- Ekonomiprogrammet
- El- och energiprogrammet
- Estetiska programmet - Estetik Och Media
- Estetiska programmet - Musik
- Fordons- och transportprogrammet
- Handels- och administrationsprogrammet
- Hotell- och turismprogrammet
- Industritekniska programmet (HIT)
- Introduktionsprogrammet
- Nationell idrottsutbildning - Fotboll
- Naturvetenskapsprogrammet
- Restaurang och livsmedelsprogrammet
- Samhällsvetenskapsprogrammet
- Teknikprogrammet
- VVS- och fastighetsprogrammet